# Spilasma
Spilasma is een geslacht van spinnen uit de  familie van de wielwebspinnen (Araneidae).

## Soorten
- Spilasma baptistai Levi, 1995
- Spilasma duodecimguttata (Keyserling, 1879)
- Spilasma utaca Levi, 1995